# Zeria glabricornis
Zeria glabricornis är en spindeldjursart som först beskrevs av Lawrence 1928.  Zeria glabricornis ingår i släktet Zeria och familjen Solpugidae. Inga underarter finns listade i Catalogue of Life.